# Mastichárion
Mastichárion är en ort i Grekland.   Den ligger i prefekturen Nomós Dodekanísou och regionen Sydegeiska öarna, i den sydöstra delen av landet, 300 km öster om huvudstaden Aten. Mastichárion ligger 3 meter över havet och antalet invånare är 303. Den ligger på ön Kos.
Terrängen runt Mastichárion är huvudsakligen platt, men österut är den kuperad. Havet är nära Mastichárion åt nordväst.  Närmaste större samhälle är Kos, 19,6 km öster om Mastichárion. Trakten runt Mastichárion består till största delen av jordbruksmark.